# United States Domestic Market
USDM ist die Abkürzung für United States Domestic Market.
Sie bezeichnet im Bereich der Automobilindustrie die Ausstattung eines Fahrzeugs für den US-amerikanischen Markt.
Entsprechend existieren die Begriffe Japanese Domestic Market (JDM) (Japanese Domestic Market) für Fahrzeuge des japanischen und EDM (European Domestic Market) für Fahrzeuge des europäischen Marktes.